# Aneides ferreus
Aneides ferreus är en groddjursart som beskrevs av Cope 1869. Aneides ferreus ingår i släktet Aneides och familjen lunglösa salamandrar. IUCN kategoriserar arten globalt som nära hotad. Inga underarter finns listade i Catalogue of Life.